# Nycticebus javanicus
Nycticebus javanicus is een zoogdier uit de familie van de loriachtigen (Lorisidae). De wetenschappelijke naam van de soort werd voor het eerst geldig gepubliceerd door Étienne Geoffroy Saint-Hilaire in 1812.

## Voorkomen
De soort komt voor op Java (Indonesië).